# 지방도 제368호선
지방도 제368호선은 경기도 연천군 청산면 초성리에서 포천시를 거쳐 가평군 북면 적목리를 잇는 경기도의 지방도이다. 현재 포천시 신북면에서 가평군 북면 구간은 도로가 없으며 현재 공사중이다.

## 연혁
- 2005년 3월 28일 : 기존 지방도 제368호선인 '통일동산 ~ 미산선'을 폐지[1]
- 2005년 3월 28일 : 지방도 제368호선을 새로 지정[2]
- 2006년 7월 5일 : 기지 ~ 지현간 도로(포천시 신북면 신평리 ~ 기지리) 2.21 km 구간 개통[3]

## 경유지
- 연천군
  - 청산면 초성 교차로 - 청신 교차로 - 초성과선교 - 초성리 - 법수교 - 강서교
- 포천시
  - 신북면 강서교 - 직사교 - 종현교 - 신북온천리조트 - 원덕둔교 - 덕둔리 - 사정교 - 새청삼거리 - 삼정교 - 갈월리 - 청산고개 - 계류리 - 하심곡사거리 - 심곡1교 - 심곡2교 - 심곡리 - 동고개 - 신평 교차로 - 돌모루 교차로 - 신북교 - 신서 교차로 - 신북면사무소앞 교차로 - 기지리 - (미개통 구간)
  - 화현면 (미개통 구간 : 지현리) - 문암교
  - 일동면 문암교 - 지현삼거리 - 길명리 - 길명사거리 - 기산리 - 기산교 - 기산삼거리 - 일동초등학교 - 일동도서관 - 일동초교입구 - 일동터미널 - 수입리 - 일동삼거리교 - 운담 교차로 - 무리울교 - 화대리 - 지청교 - 무리울계곡 - (미개통 구간 : 오뚜기고개)
- 가평군
  - 북면 (미개통 구간 : 오뚜기고개) - 강씨봉자연휴양림 - 적목리 - 적목2교 - 적목1교 - 명화교 - 명화동삼거리

## 중복 구간
- 포천시 일동면 운담 교차로 ~ 화대리 : 지방도 제387호선과 중복

## 도로명
- 연천군 청산면 초성 교차로 ~ 포천시 신북면 신북면 행정복지센터앞 교차로 : 청신로
- 포천시 신북면 신북면 행정복지센터앞 교차로 ~ 기지리 : 아트밸리로
- 포천시 일동면 문암교 동단 ~ 기산삼거리 : 영일로
- 포천시 일동면 기산삼거리 ~ 운담 교차로 : 화동로
- 포천시 일동면 운담 교차로 ~ 화대리 : 청지로
- 포천시 일동면 화대리 ~ 무리울계곡 : 무리울길
- 가평군 북면 강씨봉자연휴양림 ~ 명화동삼거리 : 논남기길